# Parafaujasia fontinalis
Parafaujasia fontinalis là một loài thực vật có hoa trong họ Cúc. Loài này được (Cordem.) C.Jeffrey mô tả khoa học đầu tiên năm 1992.